# Брахіозавр
Брахіоза́вр (лат. Brachiosaurus; буквально «плечистий ящур») — вимерлий рід рослиноїдних динозаврів завроподів, що мешкали у Північній Америці в пізньому Юрському періоді, приблизно 154—150 мільйонів років тому. Вперше його описав американський палеонтолог Елмер С. Ріггс у 1903 році за скам'янілостями, знайденими в долині річки Колорадо на заході штату Колорадо, США. Ріггс назвав динозавра Brachiosaurus altithorax; родова назва походить з грецької «плечистий ящур», що вказує на його надзвичайно довгі руки, а видова назва означає «глибокі груди». За оцінками, брахіозавр був від 18 до 22 метрів завдовжки та 9,4—13 метрів заввишки. Маса тіла підліткового голотипного зразка варіює від 28,3 до 46,9 тонни. Він мав непропорційно довгу шию, невеликий череп і велетенські розміри, що є типовим для брахіозаврових завроподів.

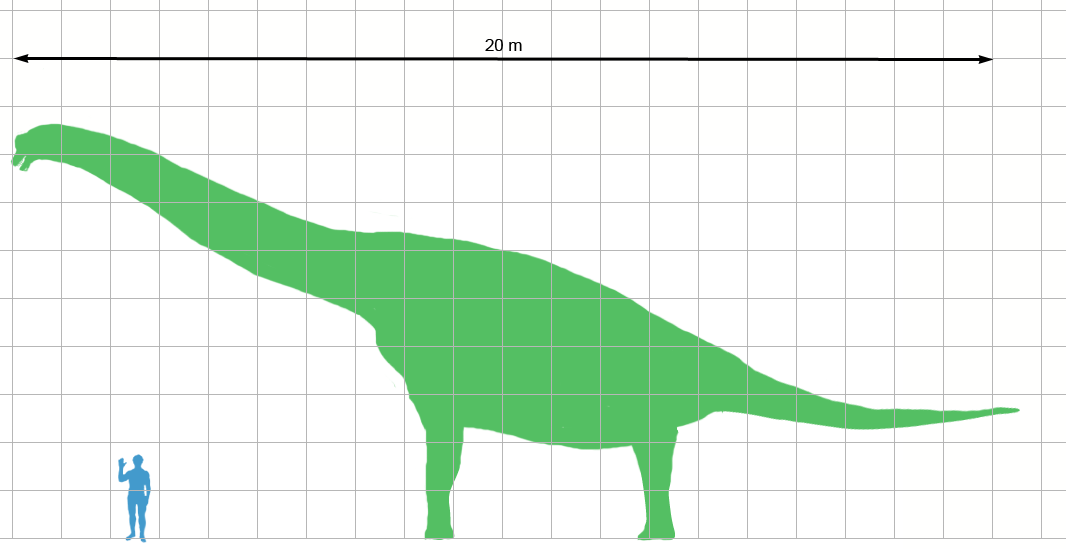
Порівняння розмірів брахіозавра та людини

Ніздрі брахіозавра знаходилися на своєрідному напівкруглому кістковому гребені вище очей. Ймовірно, ніздрі з'єднувалися з повітряними мішками, як у деяких інших динозаврів. Передні ноги брахіозавра були істотно довшими за задні, що формувало круто нахилений тулуб і пропорційно коротший хвіст, так що з вигляду він нагадував гігантську жирафу. Однак його шия була спрямована не вгору, а вперед під кутом приблизно 45 градусів. Зуби потужні, ложкоподібні.
Ймовірно, брахіозаври харчувалися листям, зриваючи його у верхніх шарах дерев, на висоті до 9 метрів від землі. На відміну від інших завроподів, він не був пристосований до вставання на задні кінцівки.
Більшість популярних зображень брахіозавра насправді основані на жирафатитані, роді брахіозаврових з танзанійської формації Тендагуру. Спочатку жирафатитан був описаний німецьким палеонтологом Вернером Яненшем у 1914 році як вид брахіозавра, B. brancai, але у 2009 році був виділений в окремий рід. Три інші види брахіозаврів були названі на основі скам'янілостей, знайдених в Африці та Європі; два з них більше не вважаються валідними, а третій став окремим родом, Lusotitan.
Брахіозавр — один з найбільш культових динозаврів, який спочатку вважався одним з найбільших. Він неодноразово з'являвся в популярній культурі, зокрема, у фільмі «Парк Юрського періоду» 1993 року.

## Опис

### Розмір
Більшість оцінок розмірів Brachiosaurus altithorax ґрунтуються на даних спорідненого від брахіозавра жирафатитана (раніше відомого як B. brancai), який відомий за набагато повнішим матеріалом, ніж брахіозавр. Ці два види є найбільшими брахіозавровими, від яких були знайдені відносно чисельні рештки. Існує ще один елемент невизначеності для північноамериканського брахіозавра, оскільки типовий (і найповніший) зразок, схоже, представляє підліткову особину, на що вказує незрощений шов між коракоїдом, кісткою плечового поясу, яка формує частину плечового суглоба, і лопаткою.
Протягом років маса голотипного зразка оцінювалася в межах 28,3—46,9 тонни. Бенсон та інші припустили, що максимальна маса тіла тварини могла становити 56—58 метричних тонн, але ця оцінка була поставлена під сумнів через дуже великий діапазон похибки та недостатню точність.

Схема черепа з кар'єру Фелч, з відомим матеріалом, виділеним білим кольором

### Череп
Згідно з реконструкцією Карпентера і Тідвелла, череп брахіозавра з кар'єру Фелч мав довжину близько 81 сантиметра від потиличного відростка до передньої частини передщелепної кістки, що робить його найбільшим черепом завропода з формації Моррісона. Дорсальні та латеральні скроневі отвори (отвори у верхній задній частині та з боків черепа) були великими, можливо, через силу, що прикладалася на них масивним привідними м'язами щелепи. Лобові кістки на верхній частині черепа були короткими та широкими (подібно до жирафатитанських), зрощені та з'єднані швом з тім'яними кістками, які також були зрощені між собою.
Кожна верхня щелепа мала місце для 14 або 15 зубів, тоді як у жирафатитана їх було 11, а у камаразавра — вісім-десять. Верхні щелепи містили замінні зуби з шорсткою емаллю, як у камаразавра, але без маленьких зазубрин по краях.

### Посткраніальний скелет
Хоча хребетний стовп тулуба відомий не повністю, спина брахіозавра, швидше за все, складалася з дванадцяти спинних хребців. Про це можна судити за повним спинним хребетним стовпом, що зберігся у безіменного зразка брахіозавра, BMNH R5937.

## Палеобіологія

### Спосіб життя
Протягом XIX — початку XX століть вважалося, що завроподи, такі як брахіозавр, були занадто масивними, щоб витримувати власну вагу на суші, і натомість жили частково зануреними у воду. Ріггс, підтверджуючи спостереження Джона Белла Хетчера, був першим, хто ґрунтовно відстоював думку про те, що більшість завроподів були повністю наземними тваринами у своїй доповіді про брахіозаврів 1904 року, вказуючи, що їхні порожнисті хребці не мають аналогів у живих водних або напівводних тварин, а їхні довгі кінцівки та компактні ступні вказують на спеціалізацію для наземної локомоції. Брахіозавр був краще за інших завроподів пристосований до повністю наземного способу життя завдяки своїм струнким кінцівкам, високим плечам, широким стегнам, високим клубовим кісткам і короткому хвосту.

### Положення шиї

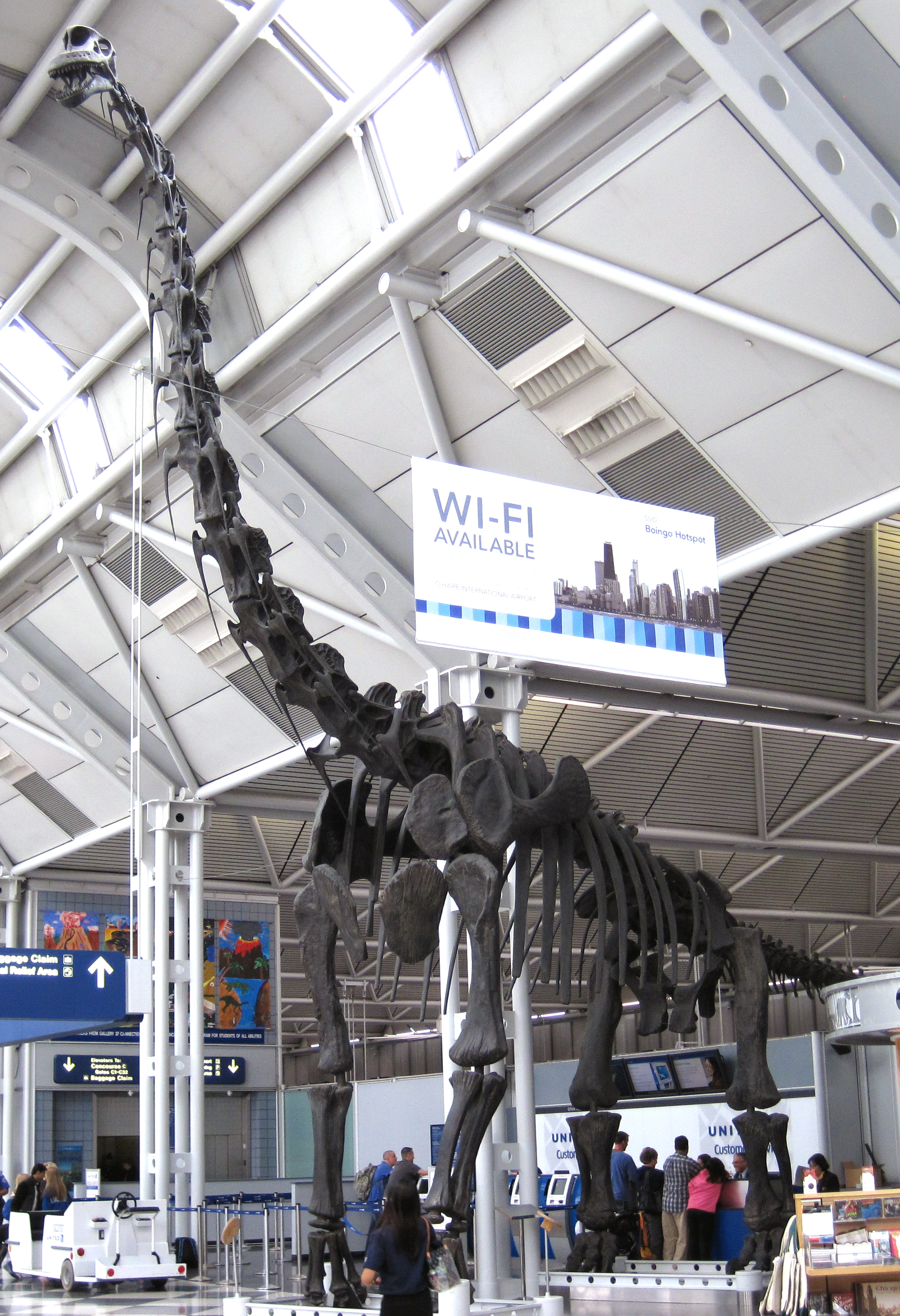
Репродукція скелета з шиєю, спрямованою вгору, в міжнародному аеропорті О'Гара (раніше розміщувалася в музеї Філда)

Тривають дебати щодо положення шиї брахіозаврів, оцінки якого варіюються від майже вертикального до горизонтального. Ідея про майже вертикальне положення шиї у завроподів загалом була популярною до 1999 року, коли Стівенс і Перріш стверджували, що шия завроподів не була достатньо гнучкою, щоб утримуватися у вертикальному S-подібному положенні, і натомість утримувалася горизонтально. В результаті цього дослідження в різних газетах з'явилися статті, в яких критикували експонат брахіозавра з Музею Філда за те, що його шия вигнута догори. Музейні палеонтологи Олів'є Ріппель і Крістофер Брошу виступили на захист цієї пози в 1999 році, відзначивши довгі передні кінцівки та вигнутий догори хребет. Вони також заявили, що найбільш розвинені спинні гребні для прикріплення м'язів, розташовані в області плечового поясу, дозволили б тварині підняти шию в жирафоподібній позі. Крім того, така поза вимагала б менше енергії, ніж опускання шиї, і міжхребцеві диски не змогли б протистояти тиску, спричиненому опущеною головою протягом тривалого часу (хоча опускання шиї для пиття, мабуть, було б можливим). Деякі нещодавні дослідження також виступали за те, щоб шия була більш спрямована догори. Крістіан і Дземскі (2007) підрахували, що середня частина шиї у жирафатитана була нахилена на 60-70°, а горизонтальне положення звір міг підтримувати лише протягом коротких проміжків часу.
Брахіозаври, які підіймали голову високо над серцем, переносили значні навантаження на серцево-судинну систему. Припускають, що серце брахіозавра, щоб досягти мозку, повинно було нагнітати вдвічі більший тиск крові, ніж у жирафа, і, можливо, важило близько 400 кг. Відстань між головою і серцем була б зменшена за рахунок S-подібного вигину шиї більш ніж на 2 метри у порівнянні з абсолютно вертикальним положенням. Шия також могла опускатися під час руху на 20°. Вивчаючи внутрішнє вухо жирафатитана, Гунга і Кірш (2001) дійшли висновку, що брахіозаври під час годування частіше рухали шиєю в бічних напрямках, ніж у дорсально-вентральному.

### Функції ніздрів
Кісткові носові отвори неозавроподів, таких як брахіозавр, були великими та розміщувалися на верхній частині черепа. Традиційно вважалося, що м'ясисті ніздрі завроподів розташовувалися так само на верхній частині голови, дещо позаду від кісткового носового отвору, оскільки помилково вважалося, що ці тварини були земноводними та використовували свої великі носові отвори як дихальні трубки під час занурення в воду. Американський палеонтолог Лоуренс М. Вітмер відкинув цю реконструкцію у 2001 році, вказавши, що у всіх живих хребетних наземних тварин зовнішні м'ясисті ніздрі розміщені спереду кісткової ніздрі.
Стівен Черкас розмірковував про функцію своєрідного носа брахіозавра і зазначив, що не існує достовірного способу визначити, де були розташовані ніздрі, доки не буде знайдена голова зі шкірними відбитками. Він припустив, що розширений носовий отвір звільнив би місце для чутливої до запахів тканини, що допомогло б тварині розпізнавати потрібну рослинність. Він також зазначив, що у сучасних рептилій наявність цибулиноподібних, збільшених і піднятих носових кісток можна співвіднести з м'ясистими рогами та горбкуватими виступами, і що брахіозавр та інші завроподи з великими носами могли мати декоративні носові гребені.